# Aiaveg
Aiavej o Aiyaveg fou un petit principat de l'Índia al Kathiawar, a la presidència de Bombai, Agència de Kathiawar Oriental. El formaven només dos pobles i pagava dos tributs: un al gaikowar de Baroda i un al nawab de Junagarh. La capital era el poble d'Aiaveg.